# Lionel Bosco
Lionel Bosco (Huy, 18 settembre 1981) è un ex cestista e allenatore di pallacanestro belga.

## Carriera
Con il Belgio ha disputato i Campionati europei del 2015.